# Allen (Prison Break)
Allen es el segundo capítulo de la serie de televisión Prison Break, el cual salió al aire el 29 de agosto del año 2005, junto con el primer capítulo en Estados Unidos. El título del capítulo se refiere al tornillo que Michael necesitaba para transformar en llave: Schweitzer Allen 11121147
Las dos canciones usadas en este capítulo son de Black Toast Music: Willing to Die y This Is War.

## Argumento
Michael Scofield continua observando a la gente interactuar. El compañero de celda de Michael, Sucre, fue mandado a aislamiento porque encontraron un cuchillo en su celda. Michael conoce a T-Bag por primera vez en el patio. Mientras ellos hablan, Michael va desenroscando un tornillo que necesitaba de las bancas donde justo él y sus seguidores. Desafortunadamente, T-Bag no quiere que Michael se siente en las bancas a menos que se una a la batalla de la razas. Michael se niega, y eso no le da tiempo suficiente para obtener dicho tornillo.
Cuando finalmente Michael intenta sacar el tornillo, T-Bag y su grupo lo ven, y le quitan el tornillo. Mientras tanto, Veronica Donovan está buscando pruebas de la inocencia de Lincoln Burrows. Entonces recibe una cinta de seguridad que muestra a Lincoln disparando un arma hacia el coche del hermano de la Vicepresidenta. De vuelta en la prisión, Michael le pregunta a C-Note sobre su PUGNAc que necesitaba para pasar la prueba que le iba a hacer la Dra. Tancredi. C-Note le dice que pronto la tendrá.
Por razón de realmente necesitar el tornillo, Michael le dice a T-Bag y su grupo que se unirá a ellos en la batalla de las razas (blancos contra negros). Luego de que C-Note lo vea, toma a Michael contra una reja y se niega a darle el PUGNAc. Mientras tanto, Lincoln recibe una visita de Veronica, que dice que ya vio la cinta de seguridad donde dispara el arma homicida. Lincoln recordando, le dice que ya el hermano de la Vicepresidenta estaba muerto cuando el llegó hasta el coche. Lincoln dice que le tendieron una trampa, pero Veronica no está convencida.
Cuando los prisioneros salen para la revisión, la pelea comienza, y C-Note ve a Michael que está peleando con uno de los amigos de T-Bag para obtener el tornillo que necesitaba. Uno de los amigos de C-Note se acerca al que estaba peleando contra Michael y lo apuñala varias veces, entonces se va. Cuando T-Bag ve a su amigo muerto al lado de Michael, piensa que Michael fue el responsable.
La pelea es detenida por los guardias y el alcaide pone a la prisión bajo arresto. Durante esto, Michael le da forma al tornillo para hacerlo funcional. Con una nueva reputación, Michael recibe el PUGNAc de C-Note justo antes de ir a la enfermería. Mientras la Dra. Tancredi hace la prueba, se da cuenta de la ansiedad de Michael. Cuando le dice los resultados, Michael pierde la presión de perder la entrada a la enfermería. Se va de la enfermería, y luego, John Abruzzi y su banda toman a Michael en el depósito y le dice que le diga dónde está Fibonacci, la persona que había puesto al mafioso detrás de las rejas. Michael insiste en no revelar nada hasta que estén fuera de la prisión. Como resultado, Abruzzi y los otros miembros del PI cortan un dedo de su pie izquierdo con unas tijeras de podar.

## Reparto
- Dominic Purcell como Lincoln Burrows.
- Wentworth Miller como Michael Scofield.
- Robin Tunney como Veronica Donovan.
- Amaury Nolasco como Fernando Sucre.
- Marshall Allman como L. J. Burrows.
- Peter Stormare como John Abruzzi.
- Wade Williams como Brad Bellick.
- Sarah Wayne Callies como Sara Tancredi.
- Robert Knepper como Theodore T-Bag Bagwell.
- Rockmond Dunbar como Benjamin C-Note Franklin.
- Muse Watson Charles Westmoreland.
- Paul Adelstein como el agente Paul Kellerman.
- Camille Guaty Maricruz Delgado, la mujer de Fernando Sucre.
- Al Sapienza.
- Anthony Starke.
- Kurt Caceres.
- Keith Diamond.
- Adina Porter.
- Stacy Keach como el alcaide Henry Pope.
- Danny McCarthy como el agente Hale.
- Ora Jones como Wendy.
- Gianni Russo como Smallhouse.
- Wesley Walker como el hermano de Aryan.
- Anthony Fleming como un hombre negro.
- Philip Edward Van Lear.
- Christian Stolte.
- Mark Morettini.
- Chavez Ravine como Ms. Simmons.
- Brian Hamman como Mytag.
- DuShon Brown como el enfermero.
- David Lively.
- John Conrad.
- Ashley Boetcher.